# 라자라자 1세
라자라자 1세(타밀어: இராஜராஜ ௧, 947년 ~ 1014년)는 촐라 제국의 제9대 황제로, 985년부터 1014년까지 제국을 다스렸다. 그는 남인도와 스리랑카 일부 지역을 정복하고 인도양 전역에 촐라의 영향력을 높인 것으로 유명하다.
라자라자의 제국은 판디아국, 체라국, 스리랑카 북부를 포함한 광대한 영토를 포함했다. 그는 또한 락샤드위프, 틸라둔마둘루 환초, 인도양 몰디브의 일부와 같은 전략적 섬들에 영향력을 확장했다. 그의 정복은 남쪽에 국한되지 않았다. 그는 또한 서강가와 서찰루키아에 대항하여 성공적인 군사 작전을 개시하여 촐라의 권위를 퉁가바드라강까지 확장했다. 동쪽에서 라자라자는 벵에 대한 통제를 놓고 텔루구 촐라 왕 자타 초다 비마로부터 격렬한 반대에 직면했다. 이 지역은 자원과 무역로에 대한 접근성 때문에 전략적으로 중요한 중요성을 가지고 있었다. 두 통치자 사이의 갈등은 그들이 그 지역에서의 지배권을 놓고 경쟁하면서 심화되었고, 이는 중요한 전투와 동맹의 변화를 낳았다.
라자라자 1세는 또한 그의 건축과 문화적 업적을 통해 중요한 족적을 남겼다. 그는 중세 남인도 건축 양식의 가장 중요한 예 중 하나로 추앙받는 촐라 수도 탄자부르에 라자라제슈와람 사원의 건설을 의뢰했다. 게다가, 그의 재임 기간 동안, 아페르, 삼반다르, 순다르와 같은 시인들의 중요한 타밀 문학 작품들이 수집되었고, '티루무라이'라고 알려진 한 권의 책으로 편찬되었다. 이것은 그에게 '티루무라이 칸다 촐라'라는 칭호를 가져다 주었는데, 이는 티루무라이를 발견한 사람을 의미한다. 그는 1000년에 토지 조사와 평가 프로젝트를 시작했고, 이것은 타밀 국가가 발라나두라고 알려진 개별 단위로 재편성되도록 이끌었다. 라자라자는 1014년에 사망했고, 그의 아들 라젠드라 1세가 제위를 계승했다.

## 생애

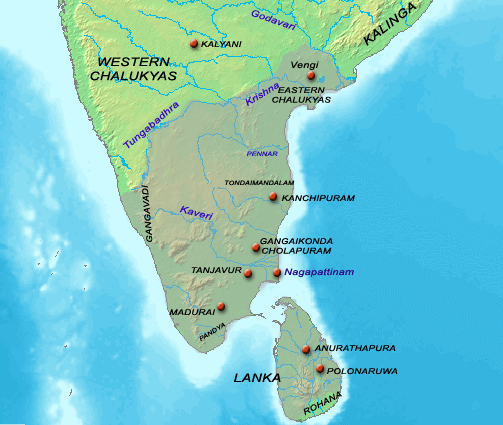
라자라자 1세 때의 촐라 영토

947년에 파란타카 2세와 바나반마하데비 사이에서 태어났으며, 985년부터 촐라 제국의 황제로 즉위하였다. 황위에 오른 후 촐라 제국의 토지 측량을 실시하는 동시에 강에 댐 등의 시설 등을 건설하는 등 농업을 진흥시켰고, 무역 지원이나 광산 및 염전 시설들을 건설하는 등 촐라 제국의 내정에 힘썼다. 1010년에는 오늘날 남인도 지역의 대표적인 사원들 하나인 브리하디스와라 사원을 짓는 등 힌두교 지원에도 힘을 쏟았다. 또한 당시 아라비아 상인들의 주요 거점인 몰디브 제도를 공격해 정복하였으며, 스리랑카섬의 아누라다푸라 왕국을 정벌해 수도인 아누라다푸라를 파괴하는 등 정복 활동에도 힘을 쏟았다.